# Kottewitz (Nossen)
Kottewitz ist ein Gemeindeteil der sächsischen Stadt Nossen im Landkreis Meißen.

## Geografie

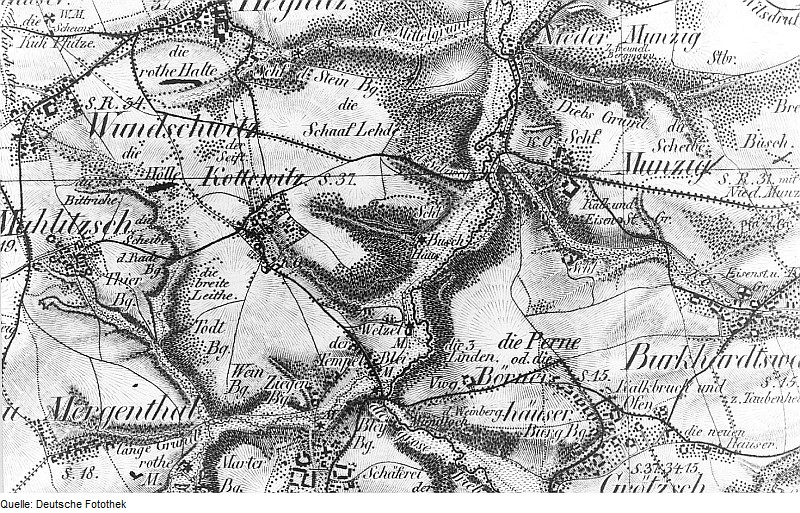
Kottewitz auf einer Karte von Hermann Oberreit (vor 1843)

Kottewitz liegt etwa 7 Kilometer ostnordöstlich von Nossen in der Mitte Sachsens.
Nachbarorte von Kottewitz sind Heynitz im Norden, Zwuschwitz, Miltitz und Weitzschen im Nordosten, Munzig im Osten, Burkhardswalde und Perne im Südosten, Rothschönberg im Süden, Elgersdorf und Mergenthal im Südwesten, Mahlitzsch im Westen sowie Wunschwitz im Nordwesten.

## Geschichte
Die erste belegte Ortsnamenform datiert um 1203 als Chotwiz, molendium. Kirchlich gehört es seit der Reformation 1539 zu Heynitz. August Schumann nennt 1818 im Staats-, Post- und Zeitungslexikon von Sachsen Kottewitz betreffend u. a.:

„Der größte Teil des Dorfes gehört, mit 14 ½ Hufen, schrifts. zu dem Rittergute Heynitz, der kleinere steht unmittelbar unter dem Erbamte. Der Ort ist mit den Häusern unterhalb, welche der Berg heißen, nach Heynitz eingepfarrt. Bei dem Dorfe ist ein sehr guter Kalksteinbruch, auch findet man hier, so wie bei Heynitz, gelben Ocher.“

1935 wurde Kottewitz nach Heynitz eingemeindet. Zum 1. Januar 2003 wurde die Gemeinde Heynitz in die Stadt Nossen eingegliedert, womit Kottewitz seitdem ein Gemeindeteil von Nossen ist.

## Entwicklung der Einwohnerzahl
| Jahr    | Einwohnerzahl                                        |
| ------- | ---------------------------------------------------- |
| 1547/51 | 11 besessene Mann, 29 Inwohner 1, 14 Hufen           |
| 1764    | 12 besessene Mann, 15 Gärtner, 8 Häusler, 14 ¼ Hufen |
| 1834    | 225                                                  |
| 1871    | 250                                                  |

| Jahr | Einwohnerzahl |
| ---- | ------------- |
| 1890 | 212           |
| 1910 | 194           |
| 1925 | 190           |